# Belfort–Delle-vasútvonal
A Belfort–Delle-vasútvonal egy normál nyomtávolságú, 25 kV 50 Hz-cel villamosított kétvágányú vasútvonal Franciaországban Belfort és Delle között. A vonal hossza 20,32 km.